# Cepelivka, Krasîliv
Cepelivka (în ucraineană Чепелівка) este o comună în raionul Krasîliv, regiunea Hmelnîțkîi, Ucraina, formată numai din satul de reședință.

## Demografie
Componența lingvistică a comunei Cepelivka
     Ucraineană (99,15%)
     Alte limbi (0,76%)
Conform recensământului din 2001, majoritatea populației comunei Cepelivka era vorbitoare de ucraineană (99,15%), existând în minoritate și vorbitori de alte limbi.